# Debitel

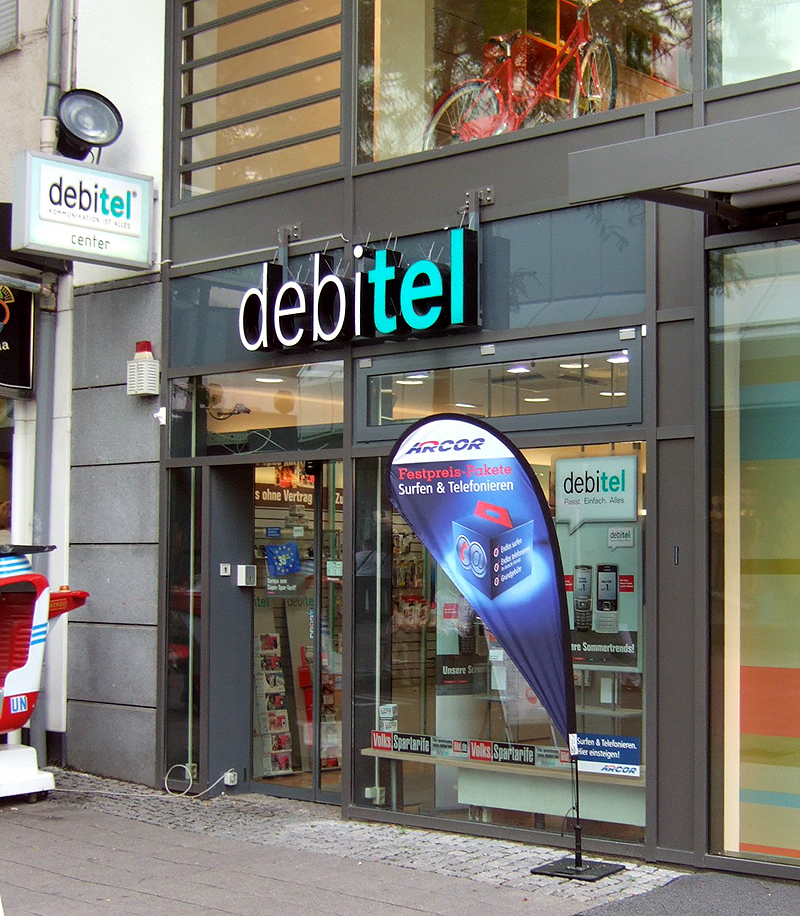
debitelwinkel in Duitsland

Debitel was een mobile virtual network operator.
Debitel Nederland B.V. was gevestigd in Hoofddorp. Het was onderdeel van debitel AG. De Debitelgroep had vestigingen in Duitsland, Frankrijk, Denemarken, Slovenië en Albanië. Debitel had in 2005 10,7 miljoen klanten. De omzet bedroeg in 2007 zo'n 200 miljoen euro. Bij de Debitelgroep werkten in totaal 1324 mensen.
In 2008 werd tot strategiewijziging besloten waardoor halverwege dat jaar de winkels in Nederland gesloten werden en de werkgelegenheid afgebouwd. Op 28 oktober 2008 werd bekendgemaakt dat KPN zonder verdere voorwaarden van de Nederlandse Mededingingsautoriteit Debitel over mocht nemen. Het merk Debitel is inmiddels verdwenen van de Nederlandse markt. 